# Лимонная тетра
Лимонная тетра (лат. Hyphessobrycon pulchripinnis) — вид тропических пресноводных лучепёрых рыб семейства харациновых. Родина — Южная Америка. Имеет размеры до 5 см длиной. Одна из популярных аквариумных рыб, впервые попала в аквариумы в 1932 году[уточнить].

## Описание
Имеет высокое сжатое с боков ромбовидное тело, контрастирующее с узкими, торпедовидными телами родственных тетр, таких как тетра-кардинал и красноносая тетра. Основной цвет тела взрослых рыб прозрачно жёлтый с перламутровым блеском чешуек, особенно у тонких особей. Спинной и анальный плавники с чёрными и жёлтыми отметинами. Анальный плавник прозрачный (стекловидный) с чёрным ободком, передние три или четыре луча его насыщенно жёлтого цвета, в то время как спинной плавник чёрный с центральной жёлтой полосой. Хвостовой плавник большей частью прозрачный, у некоторых тонких особей (особенно альфа-самцов) — с голубоватый металлическим блеском. Грудные плавники прозрачные, брюшные прозрачно-жёлтые, более насыщенного цвета с задних краев у тонких экземпляров рыб (также касается альфа-самцов).
Имеет яркий заметный глаз, верхняя его половина интенсивно красного цвета, у некоторых экземпляров почти рубинового цвета. Окраска этой части глаза может служить индикатором здоровья рыбы: потускнение или, хуже, посерение указывает на серьёзное заболевание. Подобно большинству харациновых, имеет жировой плавник. Он может иметь чёрный ободок, особенно у самцов, хотя это и не является достоверным признаком. Черные области окраски взрослой рыбы часто приобретают глянцевый блеск, придающий им ещё большую красоту.
Пол взрослой рыбы можно определить по чёрному ободку анального плавника.
У самок он тонкий, как бы нарисованный карандашом. У самцов, особенно альфа-самцов, ободок заметно шире, а к периоду нереста может достигать одной трети всей ширины анального плавника. Это единственный достоверный признак различия пола у этих рыб. Хотя самцы чаще имеют более высокий и заостренный спинной плавник, у некоторых самок он также довольно высокий и заостренный, поэтому этот признак ненадежен. Зрелые самки имеют более полное тело, что особенно заметно при взгляде сверху, так как брюшная полость их увеличивается в размерах от большого количества икры в репродуктивном тракте.
Молодые особи обычно прозрачные, только с намеком на цвет взрослых рыб. Половые признаки у них ещё не окончательно сформированы, поэтому отличить молодого самца от самки практически невозможно.

## Распространение
Лимонная тетра — амазонский вид, впервые обнаруженный в бассейне реки Тапажос, около города Сантарен в Бразилии. Рыбу можно найти как в самой Тапажос, так и в Амазонке на некотором протяжении возле города Сантарем (где Тапажос впадает в Амазонку).

## Среда обитания
Населяет чистые воды со слабым и средним течением, вблизи подводных растений. Вода слегка кислая и относительно деминерализованная. Рыбы собираются в большие стаи, до нескольких тысяч особей, причём чёрно-жёлтая окраска становится помехой для хищников, пытающихся напасть на отдельных рыб. При необходимости рыбы могут передвигаться с большой скоростью, и в случае опасности, сливаться друг с другом, что ещё более путает хищника. Предпочитает селиться в средних и средне-нижних слоях воды.

## Содержание в аквариуме
Лимонная тетра лучше чувствует себя в озеленённом растениями аквариуме, где она должна содержаться как стайная рыба, в условиях, насколько возможно, приближенных к естественным. В стае должно быть как минимум шесть особей, но предпочтительно больше, если позволяет объём, так как рыбы предпочитают держаться вместе большими стаями. В озеленённом растениями аквариуме лимонная тетра приобретает более яркую окраску. Молодые особи в пустом аквариуме обычно выглядят блеклыми и не проявляют всей гаммы цветов, свойственной этому виду. В аквариуме необходимо создать заросли растений, а также выделить свободное пространство для плавания рыб. Подходящими соседями могут быть другие виды тетр, небольшие барбусы, данио, расборы, сомики коридорасы и отоцинклы, и, если позволяет место, карликовые цихлиды, например мелкие виды апистограмм. Соседи должны выбираться мирные, небольших размеров. При желании создать сходство с естественным водоёмом — представители южноамериканских видов рыб. Аквариум с большими стаями лимонных тетр и кардиналов представляет собой особо впечатляющее зрелище: сине-красные кардиналы в контрасте с ярко-жёлтым и чёрным цветами лимонных тетр.
Для содержания предпочтительно использовать мягкую (не более 8 °dH) и кислую (рН около 6,6) воду, однако, вид заметно устойчивый и приспосабливается к широкому спектру условий: рН от 6,0 до 7,4. Температурный диапазон +21…+28 °С, но при условии хорошей аэрации может переносить температуру до +32 °С значительные промежутки времени. Необходимы аэрация и качественная фильтрация воды (как и для всех других аквариумных рыб), хотя они вполне спокойно могут перенести случайную поломку аквариумного оборудования до её устранения.
Следует избегать сильного повышения рН (8,0 и более) и жёсткости, так как это ввергает тетр в потенциально жизненно-опасный стресс.
Кормление не представляет сложностей, с удовольствием принимает любые рыбьи корма. Для наилучших условий (особенно для подготовки к нересту) предпочтительными являются живые корма, такие как дафния. Особо любимым кормом является мотыль (личинки комара рода Chironomus), который потребляет с большим аппетитом. Не отказывается от готового корма, такого как хлопья, лиофилизированный червь «Тубифекс» и подобные им. Продолжительность жизни в аквариуме до 8 лет, в среднем 6.

## Размножение
Лимонная тетра отличается интересным брачным поведением в аквариуме, характерным также для некоторых других видов харациновых. Самцы, по мере приближения зрелости, устраивают брачные танцы, используя ландшафт аквариума. Конкурирующие самцы принимают позу со слегка поднятой головой, выпрямленными плавниками, чтобы казаться больше, двигаются рывками. При сближении двух соперничающих самцов, они начинают делать выпады друг на друга, что для стороннего наблюдателя выглядит как атака, однако, это полностью ритуальное поведение, скорее схожее с «показательным турниром», на котором самцы делают бросковые движения, но отскакивают в последний момент, не причиняя сопернику вреда. Самцы равного социального уровня продолжают этот «турнир» около 30 минут, редко больше. Кроме установления социальных рамок между самцами, такое поведение служит для демонстрации самкам их готовности к нересту.
В дикой природе лимонная тетра нерестится группами по нескольку десятков тысяч пар. В качестве хранилища оплодотворённой икры выбираются заросли водных растений. Брачное поведение должно учитываться при разведении в неволе.
Когда зрелые самки готовы к нересту, самцы начинают гоняться за ними через заросли растений. Несколько самцов преследуют одну самку, переключаясь на других при появлении возможности. Наконец они уединяются среди растений, самец совершает дрожащие движения телом и подергивания плавниками, как бы желая произвести ярко-жёлтые вспышки перед самкой. Эти вспышки заметны для наблюдателя. Если самка готова к нересту, пара перемещается на тонколистные растения (кабомба, яванский мох), где пристраивается в позу боком друг ко другу. Выход икры и молок можно заметить по дрожащим движениям обеих рыб, после которых пара резко разделяется, и появляется облако икринок. Икринки не липкие, падают сквозь растения на дно аквариума.
Одна из проблем этого вида — поедание икры. В дикой природе, как было замечено, десятки тысяч пар нерестятся одновременно, и, чтобы уменьшить конкуренцию для своих мальков, пара разворачивается и поедает часть икринок соседних пар. Тот же самый инстинкт срабатывает и в аквариуме, но ввиду того, что пара обычно одна, она поедает собственную икру. Таким образом часть икры уничтожается, что обуславливает необходимость принятия мер по защите икры, при желании получить больший приплод мальков. Для этого применяются специальные ловушки для икры: стеклянные решётки, слой стеклянных камешков на дне или другие устройства. Цель их — позволить икринкам проникнуть через небольшие отверстия в недоступное для взрослых рыб место. Однако, из-за быстроты движений рыб, даже при наличии ловушек икры, небольшой процент её всё же поедается.
Взрослая большая самка способна произвести до 300 икринок.
Нерестовый аквариум для лимонных тетр должен быть хорошо освещён, вода аэрирована, должны присутствовать заросли растений и уловители для икры. Температура должна медленно повышаться за несколько дней до +28 °С, а пара подготовлена обильным кормлением по возможности живой пищей. В комнате аквариум должен располагаться так, чтобы на него попадали лучи утреннего солнца, что является документально подтвержденным стимулом для нереста лимонных тетр. Отнерестившуюся пару необходимо отсадить в общий аквариум. Иногда лучших результатов удается добиться используя двух самцов и одну самку.

## Развитие
Оплодотворённая икра лимонной тетры проклёвывается через 72 ч при температуре +28 °С. Последующие 24—48 ч мальки проводят, питаясь содержимым своего желточного мешка, после чего начинают свободно плавать. На этой стадии мальков необходимо кормить инфузориями или специальным желточным кормом для мальков, часто меняя часть воды (около 10 % объёма каждые 24—48 ч). Через 7 дней мальки могут поедать свежевылупившихся науплий артемии. Поначалу все тело мальков кажется совершенно прозрачным, кроме глаз. Они не имеют ромбовидной формы тела взрослых рыб, до тех пор, пока не закончится образование непарных плавников (около 4—6 недель). Как только этот процесс завершен, мальков можно кормить просеянной дафнией. Температуру воды надо постепенно и медленно снижать до +25 °С, когда мальки станут внешне похожи на взрослых рыб. До появления первых чёрных пятен на плавниках может пройти ещё две недели или более. До того, как рыбки станут уменьшенной копией своих родителей, должно пройти не менее 12 недель. Но даже на этой стадии чёрная окраска непарных плавников ещё не окончательно развита, и до момента половозрелости (около 8—9 месяцев после проклёвывания) не может служить надёжным половым признаком.